# Scirpophaga brunnealis
Scirpophaga brunnealis là một loài bướm đêm trong họ Crambidae.